# Okrouhličtí z Kněnic

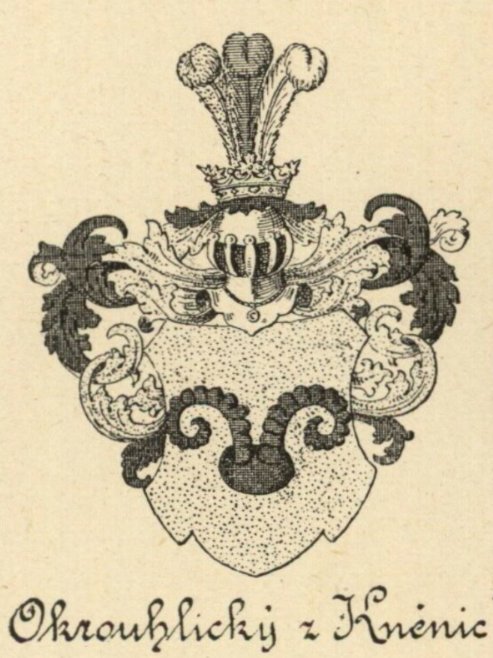
Erb Okrouhlických z Kněnic (reprodukce V. Krále z Dobré Vody, 1883)

Okrouhličtí z Kněnic je příjmení původně staromoravské vladycké rodiny, která byla stejného rodu jako páni z Drahotuš a z Holštejna. V průběhu 16. století jsou doloženi zejména v Čechách.

## Původ a členové rodu
Pocházeli z Kněnice nebo též Knínice na Moravě. Tomek z Kněnic se přestěhoval do Čech a obdržel od vilémovského opata statek Okrouhlici u Německého Brodu, který držel ještě v roce 1454. 
Na počátku 16. století jsou doloženi Jiří Okrouhlický z Kněnic (1502) a také Jan, který seděl na Postolově u Chocně a zemřel okolo roku 1527. První Janův (stejnojmenný) syn byl roku 1530 hejtmanem na Poděbradech, neměl žádné statky a zemřel v roce 1543. Další Janovi synové, Václav a Bohuš, Postolov v letech 1519–1522 prodali Mikuláši Sudličkovi z Borovnice. Václav se usadil u Kutné Hory a držel roku 1528 tuchotické zboží, které roku 1535 prodal. Asi v tu dobu koupil Borovnici (u Kostelce nad Orlicí), roku 1536 Bezděkov u Rychnova nad Kněžnou s vesnicemi (roku 1559 je prodal) a v roce 1539 od Bohuše Kostky z Postupic na Podlažicích „hory Čelákovské“ (po několika letech je opět prodal). V roce 1545 Václav koupil Doudleby nad Orlicí, roku 1558 Litice a o rok později Lipanskou Lhotu, kterou připojil ke svému borovnickému statku. Zemřel v roce 1562, Borovnici po něm zdědila vdova Biancifora z Pařízku. Václav neměl mužského potomka a kvůli vysokému zadlužení, způsobeného nákupem statků, bylo jeho panství v Podorlicku postupně rozprodáno. Litice s Doudlebami koupil v roce 1563 Mikuláš z Bubna na Přestavlcích.
Václavův bratr Bohuš držel nějaký čas několik vsí u Skutče, z někdejšího majetku podlažického kláštera. Po Janovi († 1543) zůstali synové Václav ml. a Burjan, kteří neměli žádné statky. Ve druhé polovině 16. století je doložen ještě Jan mladší Okrouhlický z Kněnic, který zemřel roku 1594 a byl pohřben v Rosicích u Chrasti (na zdi kostela je dodnes zachovaný náhrobní kámen s dobře čitelným textem). Jeho dcera Maruše byla provdána nejprve za Jana Vaneckého z Jemničky († před 1581), ve druhém manželství od roku 1582 za Jana st. I. Skrbenského z Hříště a na Fulneku († 1597).

## Erb
Na zlatém štítě dva černé beraní rohy, nad helmou tři péra, zlaté, modré, bílé.